# Buzz! Gran Quiz
Buzz! Gran Quiz (Buzz!: Master Quiz) è un videogioco del 2008 sviluppato da Relentless Software e da Curve Studios per PlayStation Portable, è il primo gioco della serie Buzz! ad essere pubblicato su una console portatile.

## Modalità di gioco
Nel menu principale c'è un elenco: 1 gioca buzz! 2) record 3) opzioni 4) aiuto 5) info e infine esci! questo sul cellulare.

### Sfida Solo Quiz

#### Sfida istantanea
In questa sfida vengono proposte delle domande in un tot. di tempo. Se si risponde correttamente a una domanda si accumulano 200 punti e verrà visualizzata una schermata a quadrati. Si dovrà scegliere un quadrato per scoprire che foto è nascosta; se si indovina la domanda proposta di seguito puoi vincere un bonus di 500 punti. Si può sempre scegliere se passare o lanciarsi nel bonus.

#### Sfida Ordinatutto
In questa sfida si chiederà di ordinare, nel modo specificato nella domanda, 4 parole, oggetti ecc.: più velocemente si risponde più punti vengono assegnati.

#### Sfida a Fuoco Rapido
In questo quiz bisogna rispondere a 15 domande sull'argomento della sfida per passare il round; più si risponde velocemente più punti vengono guadagnati.

#### Sfida Virus
Il "Virus" fa scendere il punteggio non appena viene fatta la prima domanda. Vengono proposte una serie di enigmi e il segreto sta nel rispondere velocemente e correttamente, per recuperare i punti persi e magari guadagnarne altri ancora.

#### Sfida scopri la foto
Indovina il soggetto della foto. L'inghippo sta nel fatto che l'immagine non mostra tutto il soggetto, ma solo una parte. Per rispondere si hanno solamente 15 secondi.

#### Sfida a Tempo
Quando si completa una serie ti 3 round in modalità giocatore singolo, verrà sbloccata una Sfida a Tempo. Bisogna ottenere una medaglia di bronzo o migliore per poter sbloccare la serie successiva di tre round. All'inizio di ogni sfida a tempo viene scelta a caso una categoria di domande e l'obiettivo è rispondere a più domande possibile entro il tempo concesso. La prestazione della sfida viene premiata in base al numero di risposte esatte fornite.

### Multiplayer
nella modalità multiplayer sono possibili tre opzioni: Round dopo Round, Presentatore e Gioco condiviso.

#### Round dopo Round
Fino a sei giocatori possono partecipare a una partita Round dopo Round per conquistare il titolo di campione dei quiz su un sistema PSP. Non si deve far altro che passare il sistema PSP al giocatore successivo una volta terminato il proprio turno o quando si viene sollecitati dalle istruzioni sullo schermo.

#### Presentatore
In modalità Presentatore, un giocatore ricopre il ruolo di conduttore dello spettacolo e potrà fingere di essere Buzz per un po'. Il presentatore non risponde alle domande. Gli verrà invece mostrata su uno schermo una serie di domande con la risposta esatta già evidenziata in verde. Il presentatore fa in modo che nessun giocatore veda lo schermo e passa a leggere le domande ai giocatori. I giocatori gridano a gran voce le loro risposte e il Presentatore assegna i punti a ogni giocatore che ha dato la risposta esatta o toglie i punti a ogni giocatore che ha risposto in modo errato.

#### Condivisione di gioco
Attraverso il menu HOME della console, il sistema wireless della PSP tenterà di localizzare nel raggio di 10 metri altre 3 console al massimo in ricerca di giocatori. Così si avvierà una partita Speedy buzzer! come una normale partita multigiocatore.

## Accoglienza
La rivista Play Generation lo classificò come il miglior gioco party del 2008.